# Eurovan (PSA/Fiat)
Der Eurovan war ein Gemeinschaftsprojekt zum Bau von Großraumlimousinen zwischen Fiat und PSA Peugeot Citroën, die bei SEVEL in Frankreich von Mitte 1994 bis Sommer 2014 in zwei Baureihen hergestellt wurden. Das Auto wurde in verschiedenen Versionen vertrieben und hatte die Modellbezeichnungen Citroën Evasion bzw. C8, Fiat Ulysse, Peugeot 806 bzw. 807 und Lancia Zeta bzw. Phedra.

## Evasion / Ulysse / Zeta / 806 (1994–2002)
| Sterne im Euro-NCAP-Crashtest (Peugeot 806, 1999) |

### Geschichte
Der Eurovan mit bis zu acht Sitzplätzen wurde im Juni 1994 unter den Bezeichnungen Citroën Evasion, Fiat Ulysse, Peugeot 806 und Lancia Zeta eingeführt. Die Eurovans waren in den Maßen dem Espace des Hauptkonkurrenten Renault ähnlich, obgleich sie einen längeren Radstand hatten. Allerdings waren diese Vans kleiner als amerikanische Vans wie der Chrysler Voyager, der als populäres Modell in Europa vertreten war. Im Gegensatz zu dem Espace und anderen europäischen Vans hatten die Eurovans Schiebetüren für den Fond. Die Sitzplatzkonfigurationen bildeten zwei Einzelsitze vorn und drei einzelne entnehmbare Sitze in der mittleren Reihe, zusammen mit wahlweise zwei einzeln entnehmbaren Sitzen oder einer Sitzbank in der dritten Reihe.
In Gegensatz zu den anderen Eurovans war der Lancia Zeta nur mit den leistungsstärksten Motoren (2,0 Turbo, später 2,0 16V sowie 2,1 TD, später 2,0 JTD) erhältlich.
In Großbritannien wurde der Citroën Evasion als Citroën Synergie verkauft. Der Lancia Zeta war dort nicht erhältlich.

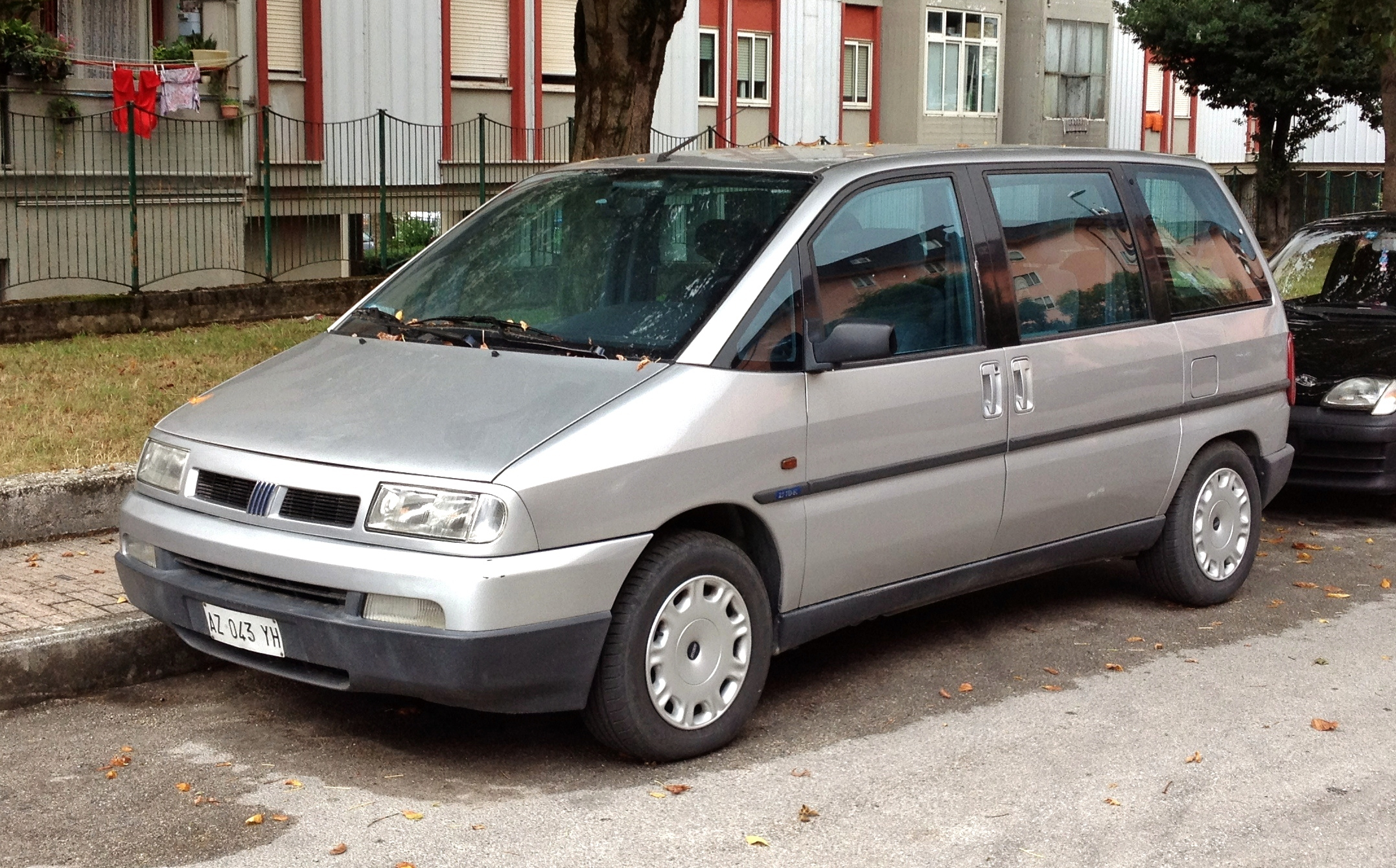
Fiat Ulysse (1994–1998)
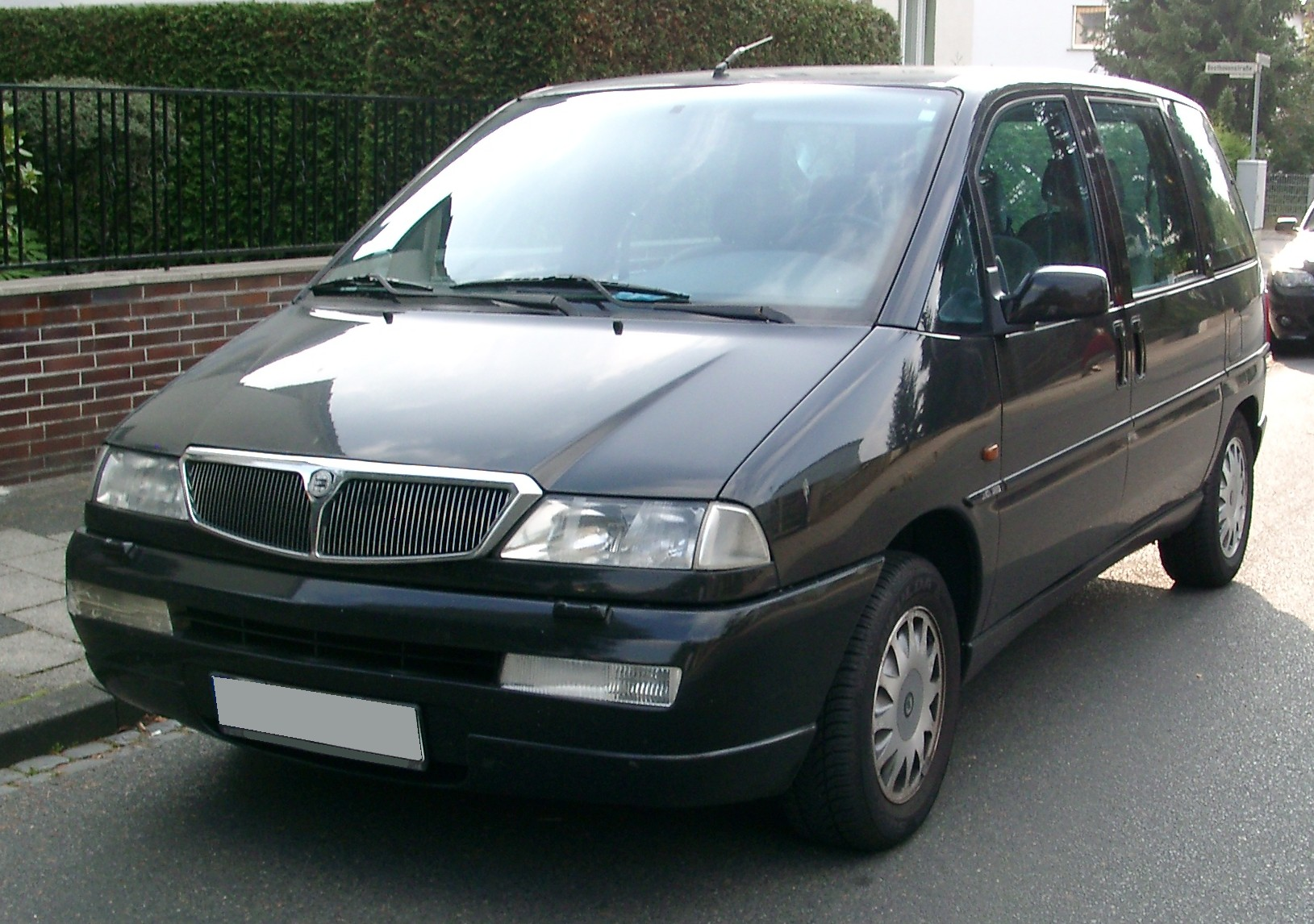
Lancia Zeta (1994–2002)
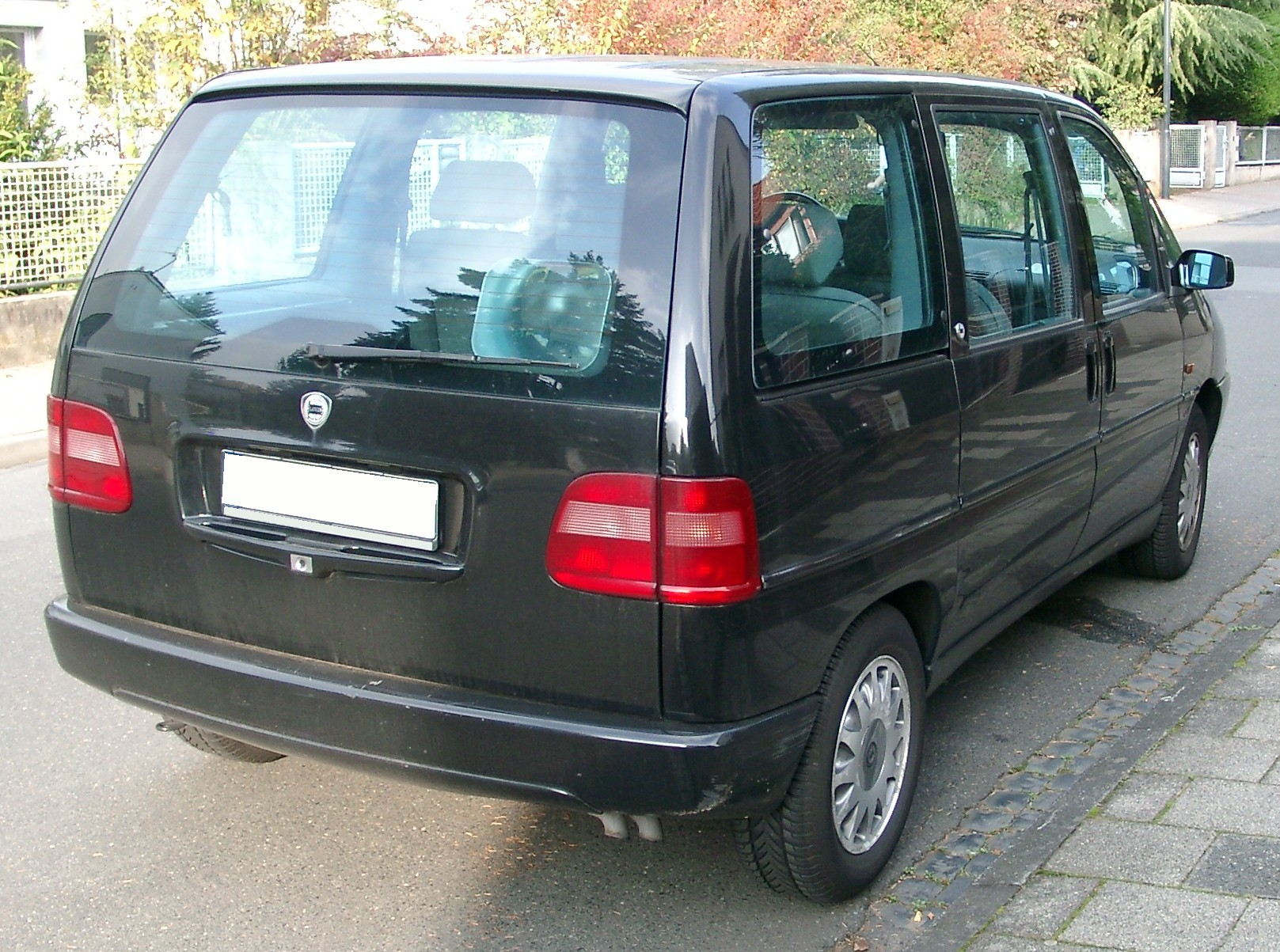
Heckansicht
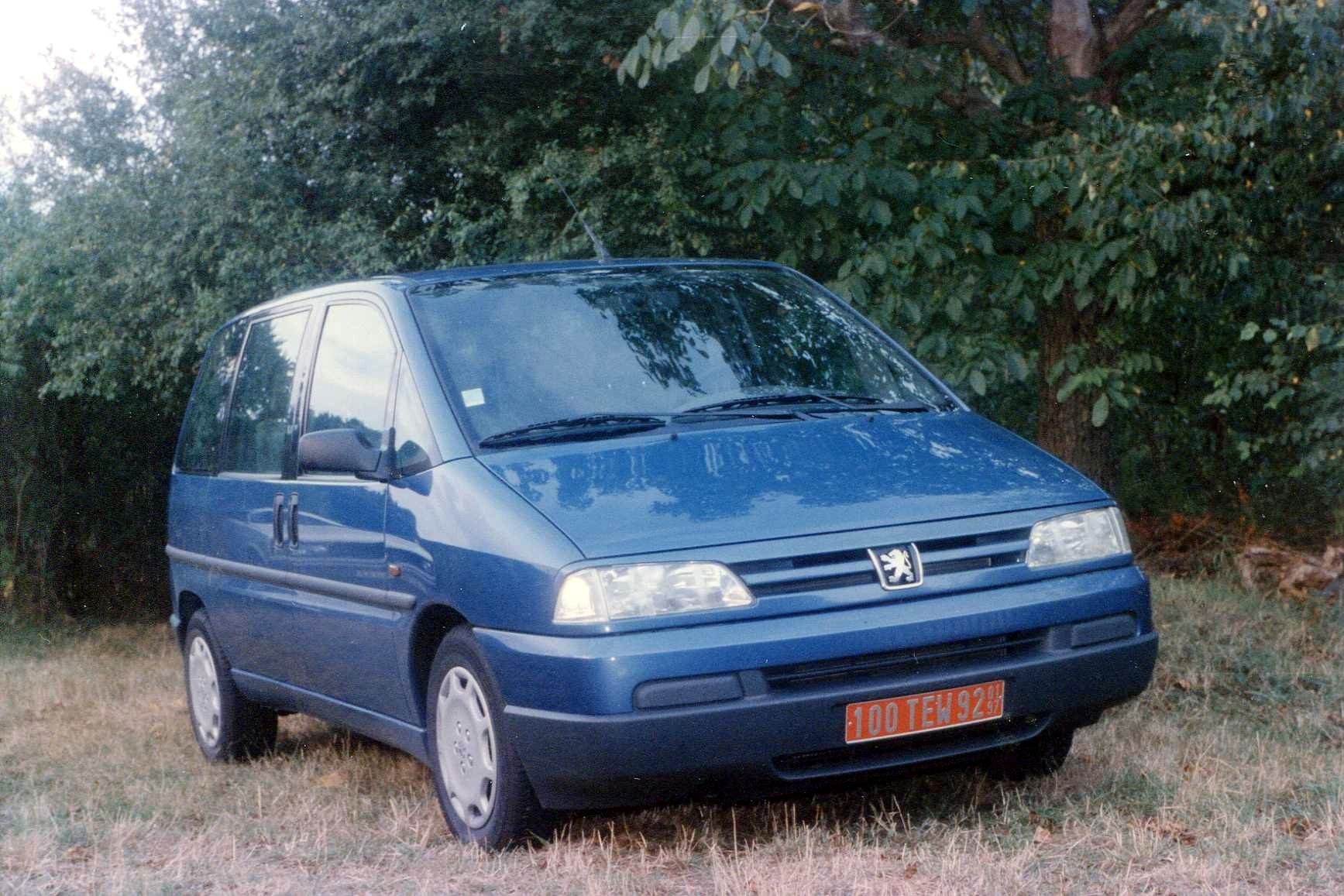
Peugeot 806 (1994–1998)

Im Oktober 1998 wurde eine Modellpflege für das Modelljahr 1999 durchgeführt. Lediglich der Lancia Zeta wurde bis zum Produktionsende Mitte 2002 unverändert weitergebaut.
Im Herbst 2000 löste ein neuer 2,0-16V-Motor aus der Serie EW mit 136 PS (100 kW) alle bisherigen Benziner (aus der Serie XU) für das Modelljahr 2001 ab. Der neue Motor war auch mit einem Automatikgetriebe erhältlich.

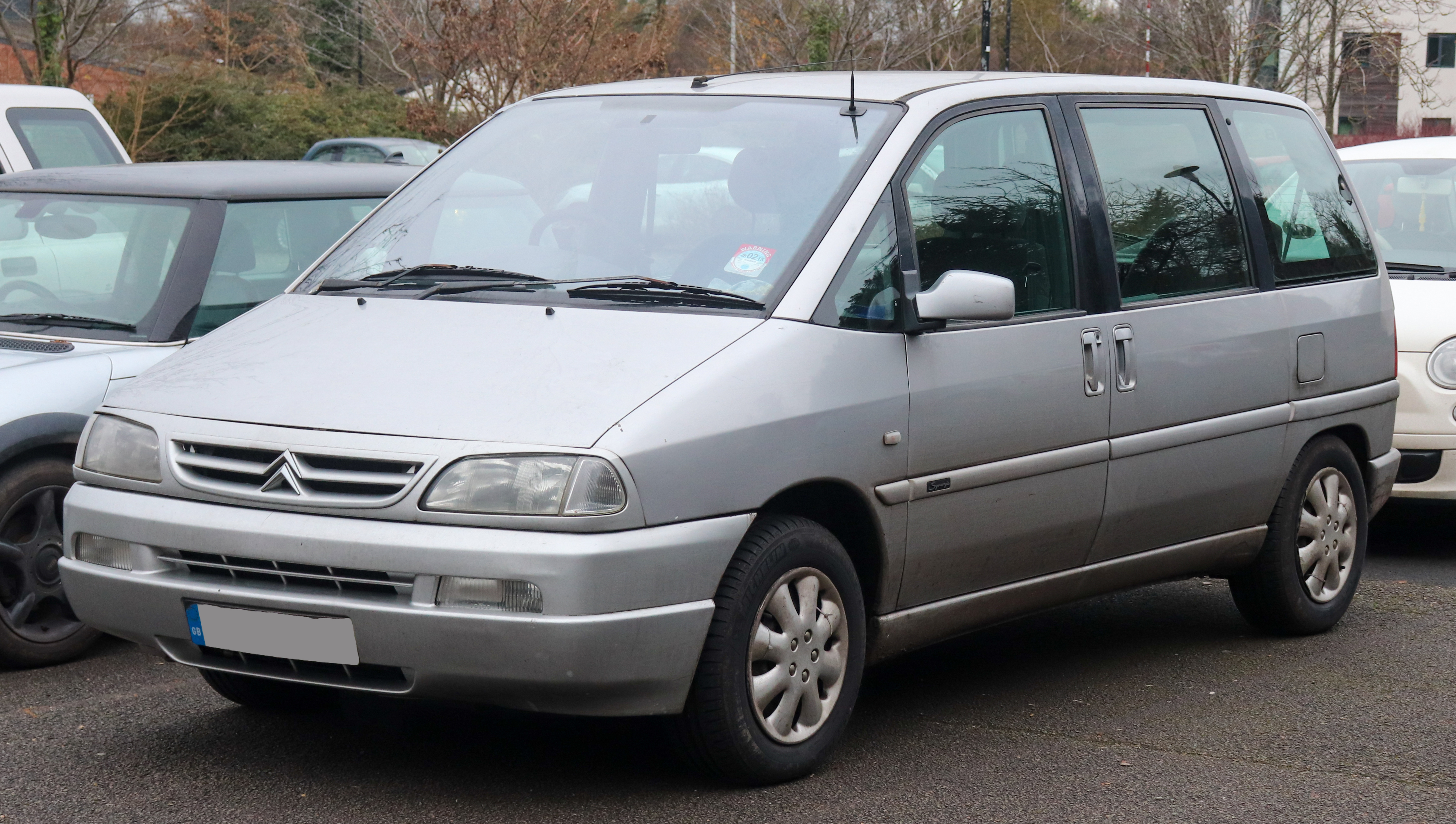
Citroën Evasion/Synergie (1998–2002)
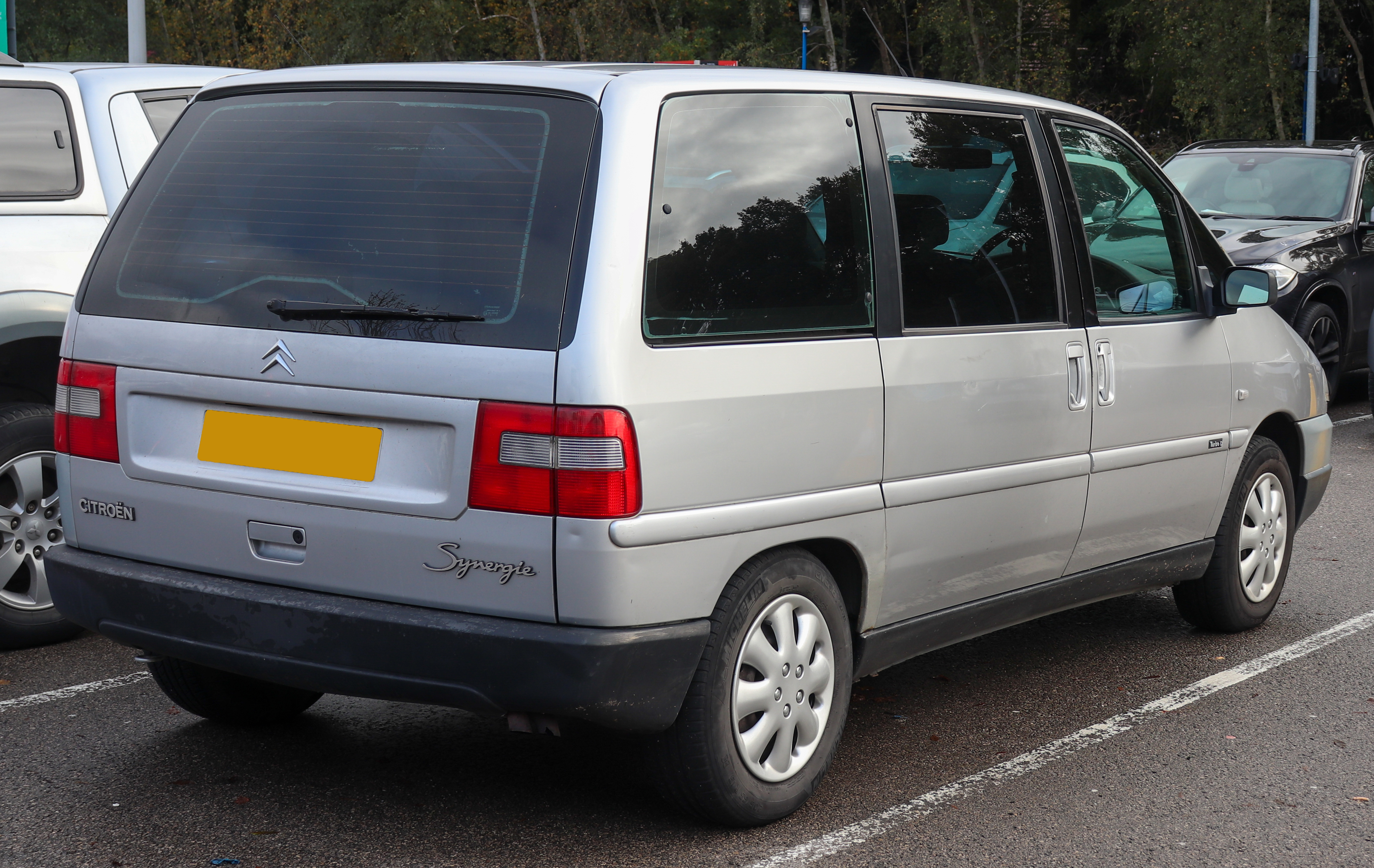
Heckansicht
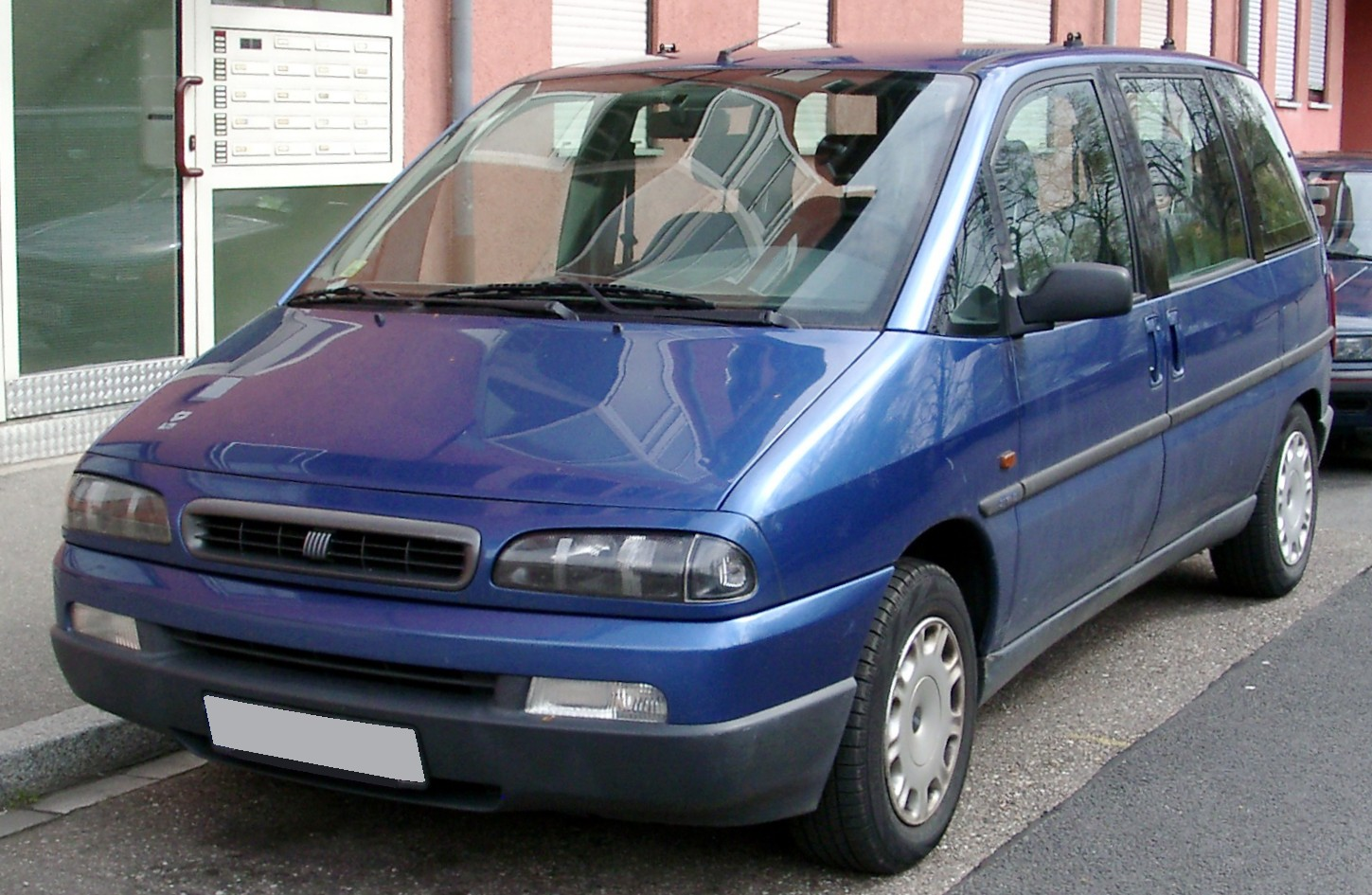
Fiat Ulysse (1998–2002)
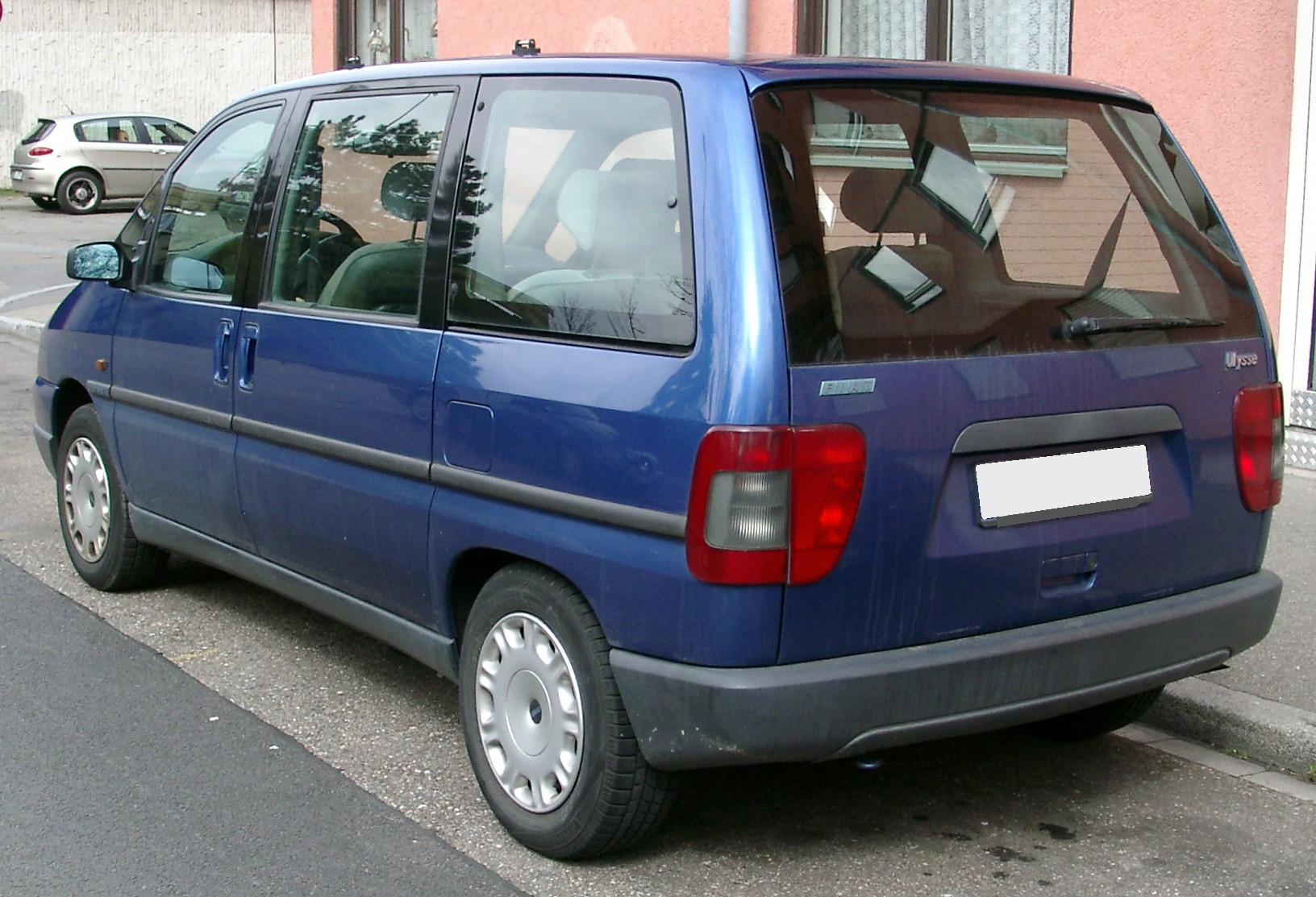
Heckansicht
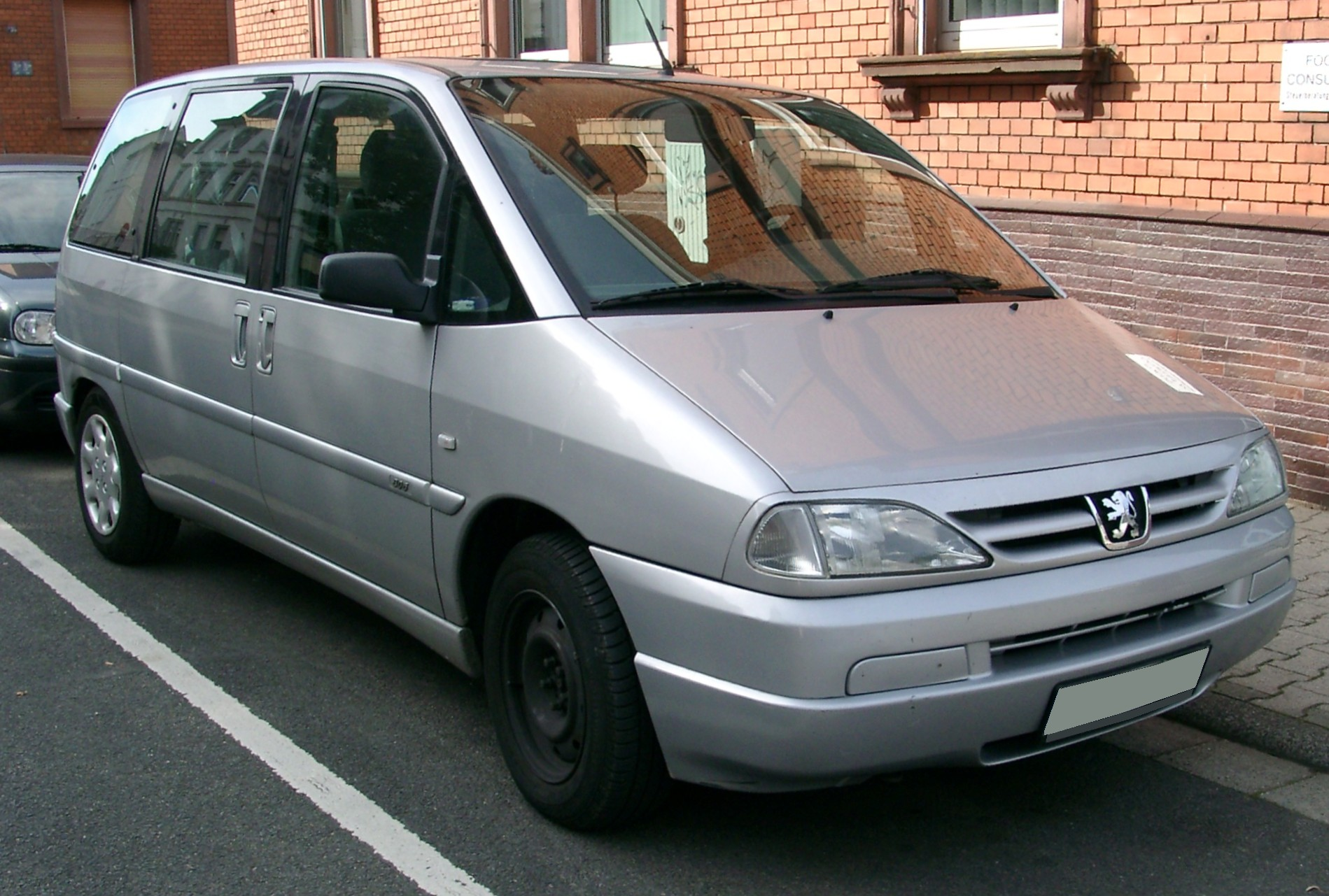
Peugeot 806 (1998–2002)
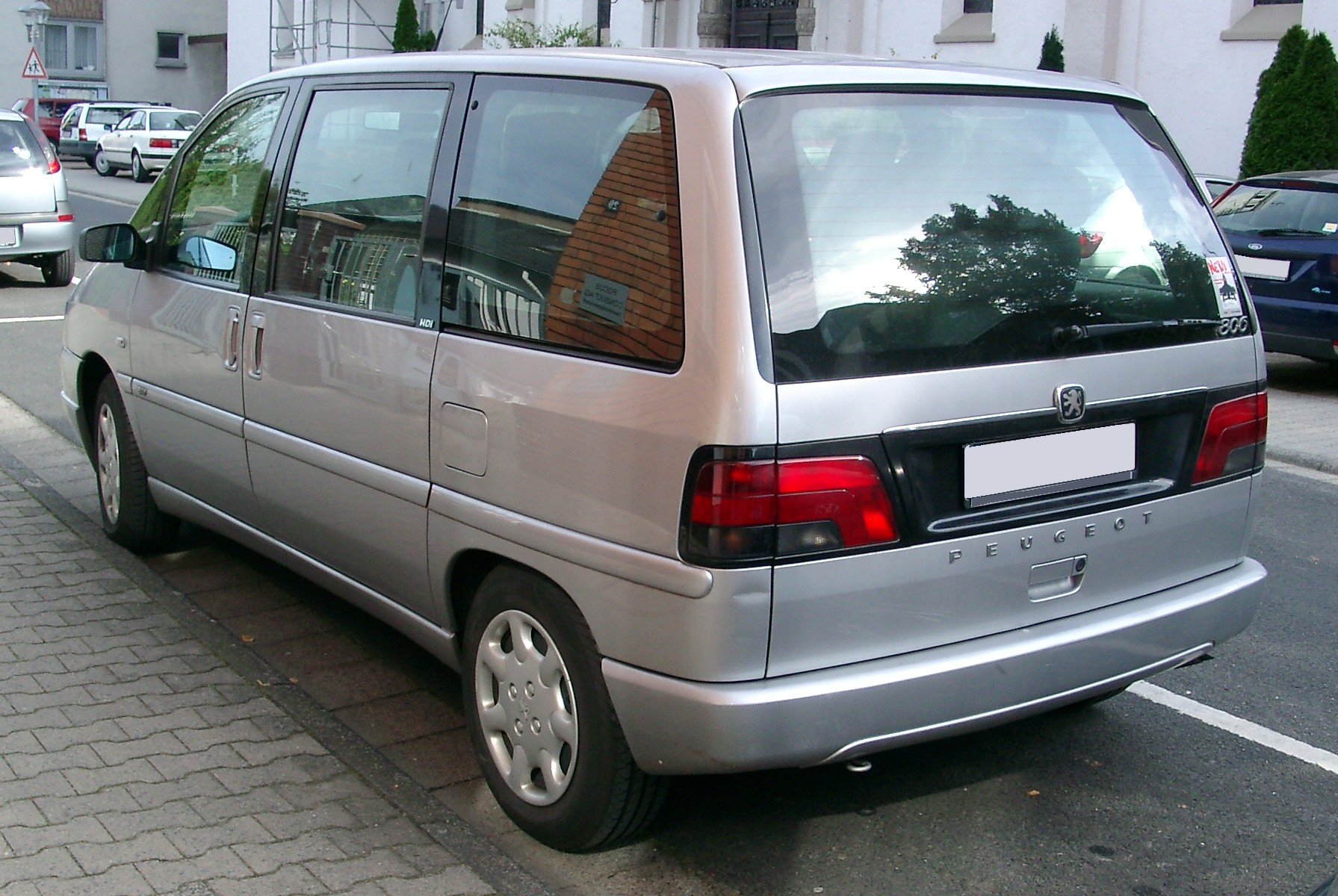
Heckansicht

Zum Stichtag 1. Januar 2024 waren in Deutschland laut Kraftfahrtbundesamt noch 91 Lancia Zeta angemeldet.

### Technische Daten
|                                             | 1.8                    | 2.0                    | 2.0 16V                        | 2.0 16V                        | 2.0 Turbo                      | 1.9 Turbo D                | 2.0 HDi/JTD                    | 2.0 HDi/JTD                    | 2.1 Turbo D12                  |
| Bauzeitraum                                 | 1996–2001              | 1994–2001              | 1999–2001                      | 2001–2002                      | 1994–2001                      | 1995–1999                  | 1999–2001                      | 2001–2002                      | 1996–1999                      |
| Erhältlich für (Marken)                     | Citroën, Fiat, Peugeot | Citroën, Fiat, Peugeot | Citroën, Fiat, Lancia, Peugeot | Citroën, Fiat, Lancia, Peugeot | Citroën, Fiat, Lancia, Peugeot | Citroën, Fiat, Peugeot     | Citroën, Fiat, Lancia, Peugeot | Citroën, Fiat, Lancia, Peugeot | Citroën, Fiat, Lancia, Peugeot |
| Motorkenndaten                              |                        |                        |                                |                                |                                |                            |                                |                                |                                |
| Motorkennung                                | XU7 JP (LFW)           | XU10 J2C (RFU)         | XU10 J4R (RFV)                 | EW10 J4 (RFN)                  | XU10 J2TE (RGX)                | XUD9 BTF (DHX)             | DW10 ATED (RHZ)                | DW10 ATED4 (RHW)               | XUD11 BTE (P8C)                |
| Motortyp                                    | R4-Ottomotor           | R4-Ottomotor           | R4-Ottomotor                   | R4-Ottomotor                   | R4-Ottomotor                   | R4-Dieselmotor             | R4-Dieselmotor                 | R4-Dieselmotor                 | R4-Dieselmotor                 |
| Anzahl Ventile pro Zylinder                 | 2                      | 2                      | 4                              | 4                              | 2                              | 2                          | 2                              | 4                              | 3                              |
| Ventilsteuerung                             | OHC, Zahnriemen        | OHC, Zahnriemen        | DOHC, Zahnriemen               | DOHC, Zahnriemen               | OHC, Zahnriemen                | OHC, Zahnriemen            | OHC, Zahnriemen                | DOHC, Zahnriemen               | OHC, Zahnriemen                |
| Gemischaufbereitung                         | Saugrohreinspritzung   | Saugrohreinspritzung   | Saugrohreinspritzung           | Saugrohreinspritzung           | Saugrohreinspritzung           | Wirbelkammer- einspritzung | Common-Rail-Einspritzung       | Common-Rail-Einspritzung       | Wirbelkammer- einspritzung     |
| Motoraufladung                              | –                      | –                      | –                              | –                              | Turbolader, Ladeluftkühler     | Turbolader, Ladeluftkühler | Turbolader, Ladeluftkühler     | Turbolader, Ladeluftkühler     | Turbolader, Ladeluftkühler     |
| Kühlung                                     | Wasserkühlung          | Wasserkühlung          | Wasserkühlung                  | Wasserkühlung                  | Wasserkühlung                  | Wasserkühlung              | Wasserkühlung                  | Wasserkühlung                  | Wasserkühlung                  |
| Bohrung × Hub                               | 83,0 mm × 81,4 mm      | 86,0 mm × 86,0 mm      | 86,0 mm × 86,0 mm              | 85,0 mm × 88,0 mm              | 86,0 mm × 86,0 mm              | 83,0 mm × 88,0 mm          | 85,0 mm × 88,0 mm              | 85,0 mm × 88,0 mm              | 85,0 mm × 92,0 mm              |
| Hubraum                                     | 1761 cm³               | 1998 cm³               | 1998 cm³                       | 1997 cm³                       | 1998 cm³                       | 1905 cm³                   | 1997 cm³                       | 1997 cm³                       | 2088 cm³                       |
| Verdichtungsverhältnis                      | 9,25:1                 | 9,5:1                  | 10,4:1                         | 10,8:1                         | 8,0:1                          | 21,8:1                     | 18,0:1                         | 18,0:1                         | 21,5:1                         |
| max. Leistung bei 1/min                     | 73 kW (99 PS) /5750    | 89 kW (121 PS) /5750   | 97 kW (132 PS) /5500           | 100 kW (136 PS) /6000          | 108 kW (147 PS) /5300          | 66 kW (90 PS) /4000        | 80 kW (109 PS) /4000           | 80 kW (109 PS) /4000           | 80 kW (109 PS) /4300           |
| max. Drehmoment bei 1/min                   | 147 Nm /2600           | 170 Nm /2650           | 180 Nm /4200                   | 190 Nm /4100                   | 235 Nm /2500                   | 196 Nm /2250               | 250 Nm /1750                   | 270 Nm /1750                   | 250 Nm /2000                   |
| Abgasnorm                                   | Euro 2                 | Euro 2                 | Euro 2                         | Euro 3                         | Euro 2                         | Euro 2                     | Euro 2                         | Euro 3                         | Euro 2                         |
| Kraftübertragung                            |                        |                        |                                |                                |                                |                            |                                |                                |                                |
| Antrieb                                     | Vorderradantrieb       | Vorderradantrieb       | Vorderradantrieb               | Vorderradantrieb               | Vorderradantrieb               | Vorderradantrieb           | Vorderradantrieb               | Vorderradantrieb               | Vorderradantrieb               |
| Getriebe, serienmäßig                       | 5-Gang-Schaltgetriebe  | 5-Gang-Schaltgetriebe  | 5-Gang-Schaltgetriebe          | 5-Gang-Schaltgetriebe          | 5-Gang-Schaltgetriebe          | 5-Gang-Schaltgetriebe      | 5-Gang-Schaltgetriebe          | 5-Gang-Schaltgetriebe          | 5-Gang-Schaltgetriebe          |
| Getriebe, optional                          | –                      | –                      | –                              | 4-Stufen-Automatik- getriebe   | –                              | –                          | –                              | –                              | –                              |
| Messwerte 1                                 |                        |                        |                                |                                |                                |                            |                                |                                |                                |
| Höchstgeschwindigkeit                       | 165 km/h               | 177 km/h               | 186 km/h                       | 186 km/h (183 km/h)            | 195 km/h                       | 160 km/h                   | 175 km/h                       | 175 km/h                       | 175 km/h                       |
| Beschleunigung, 0–100 km/h                  | 16,2 s                 | 15,1 s                 | 13,4 s                         | 11,9 s (14,0 s)                | 11,0 s                         | 16,8 s                     | 15,8 s                         | 15,2 s                         | 14,1 s                         |
| Kraftstoffverbrauch auf 100 km (kombiniert) | 10,3 l S               | 10,6 l S               | 10,3 l S                       | 9,2 l S (9,7 l S)              | 11,1 l S                       | 8,1 l D                    | 6,7 l D                        | 6,9 l D                        | 8,2 l D                        |
| CO2-Emission (kombiniert)                   | 249 g/km               | 252 g/km               | 247 g/km                       | 221 g/km (232 g/km)            | 271 g/km                       | 215 g/km                   | 182 g/km                       | 184 g/km                       | 219 g/km                       |

## C8/Ulysse/Phedra/807 (2002–2014)
| Sterne im Euro-NCAP-Crashtest (Peugeot 807, 2002) |

| Sterne im Euro-NCAP-Crashtest (Peugeot 807, 2003) |

### Geschichte
Die zweite Generation des Eurovan ging im Juni 2002 in Produktion. Eine der wichtigen Änderungen war die Verlängerung des Modells um 27 Zentimeter gegenüber der ersten Version. Es erhielt die Höchstwertung von 5 Sternen im Euro-NCAP-Crashtest.
Als einziger der vier Vans behielt der Fiat Ulysse seine Modellbezeichnung.
Der Eurovan wurde im Juni 2006 technisch überarbeitet und erfüllte nun auch die Abgasnorm Euro 4.

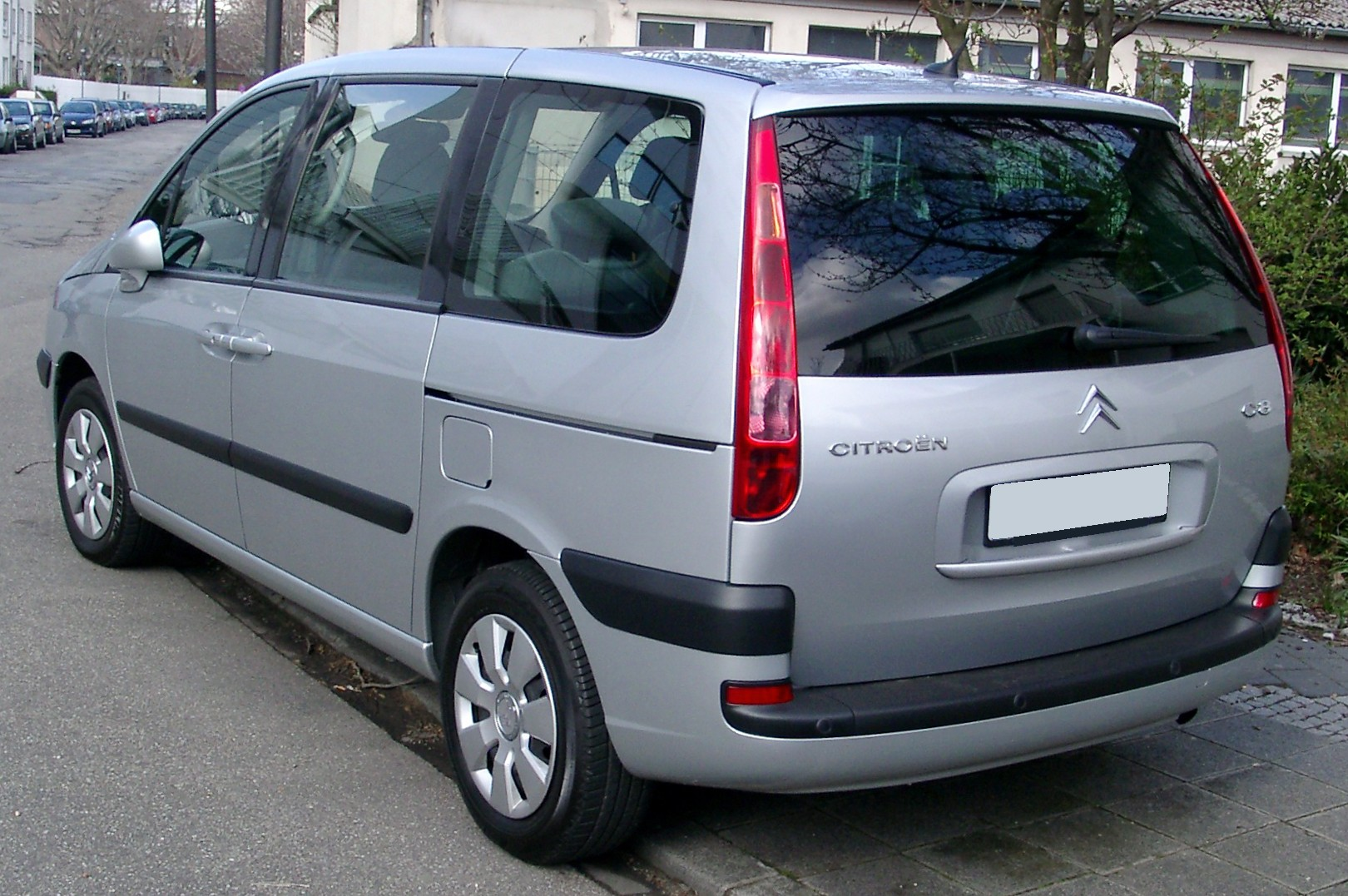
Heckansicht
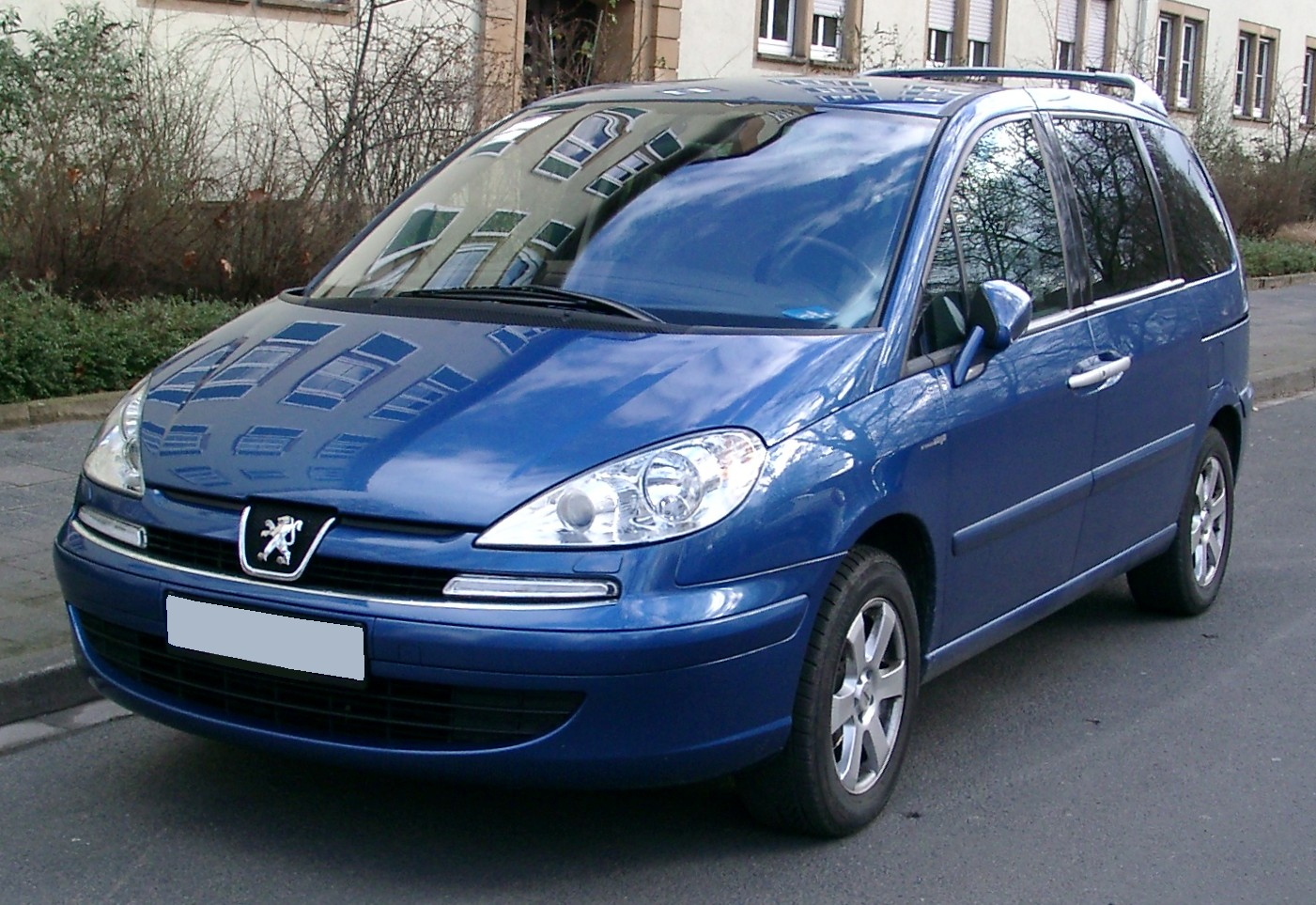
Peugeot 807 (2002–2008)
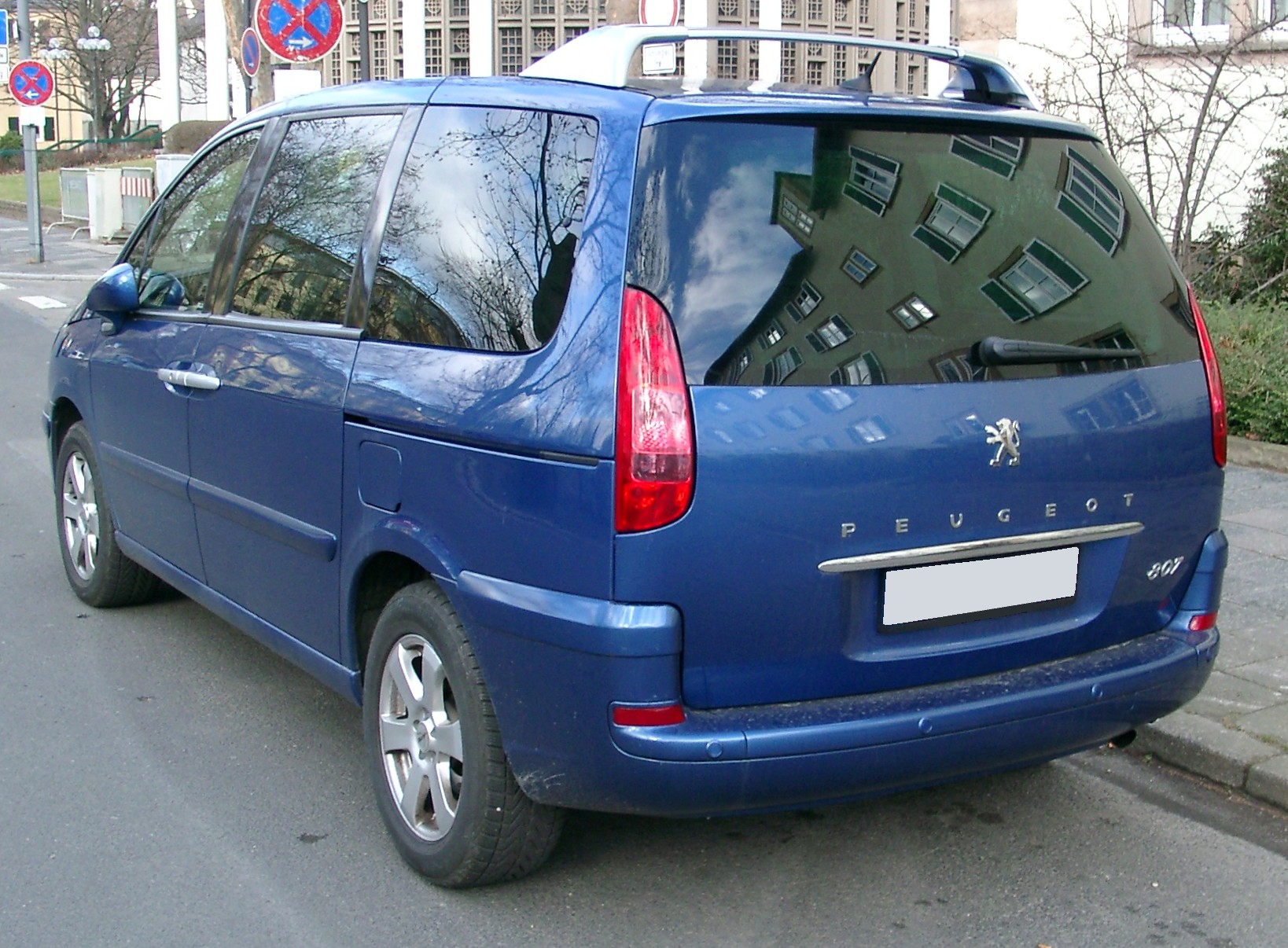
Heckansicht
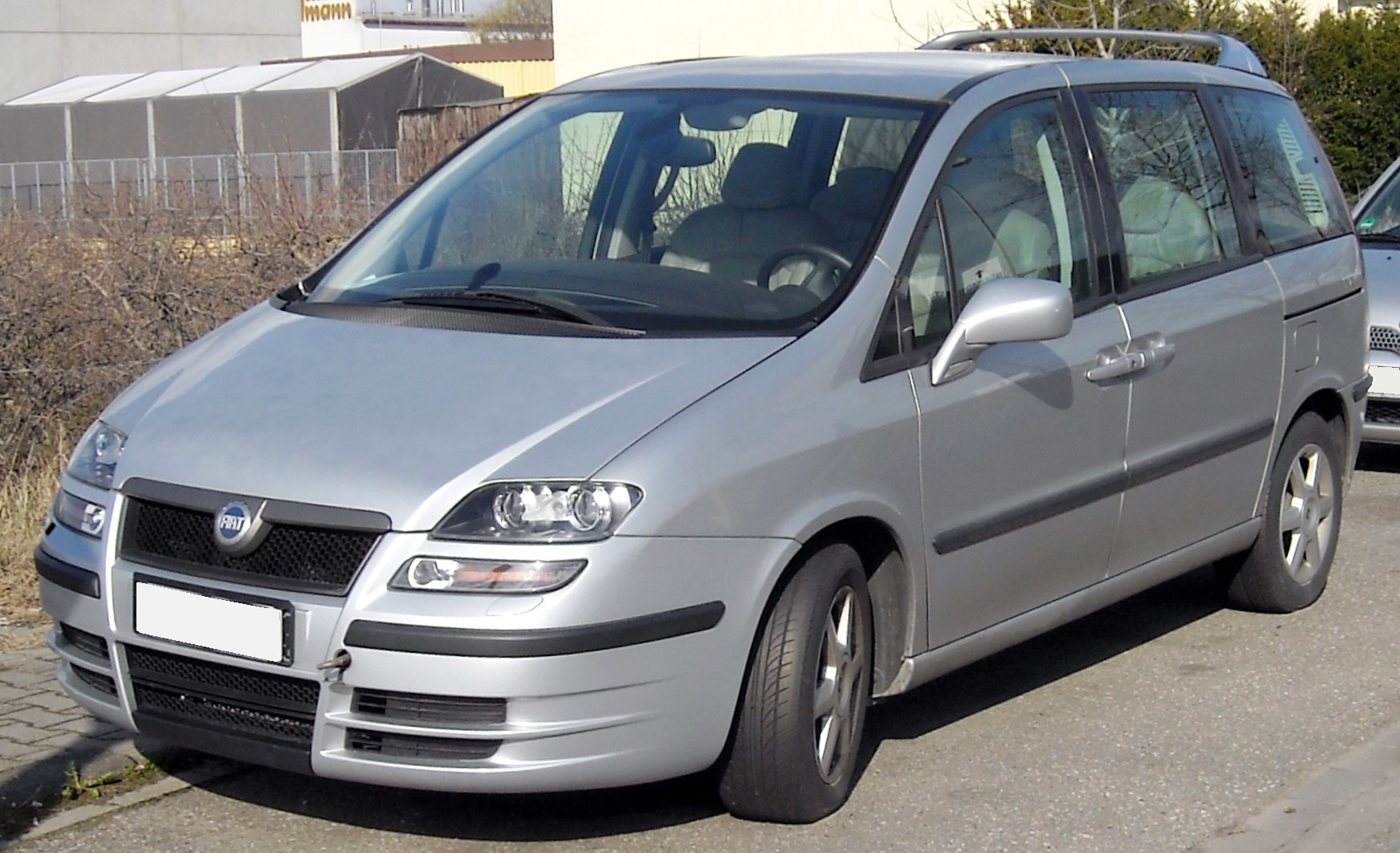
Fiat Ulysse (2002–2008)
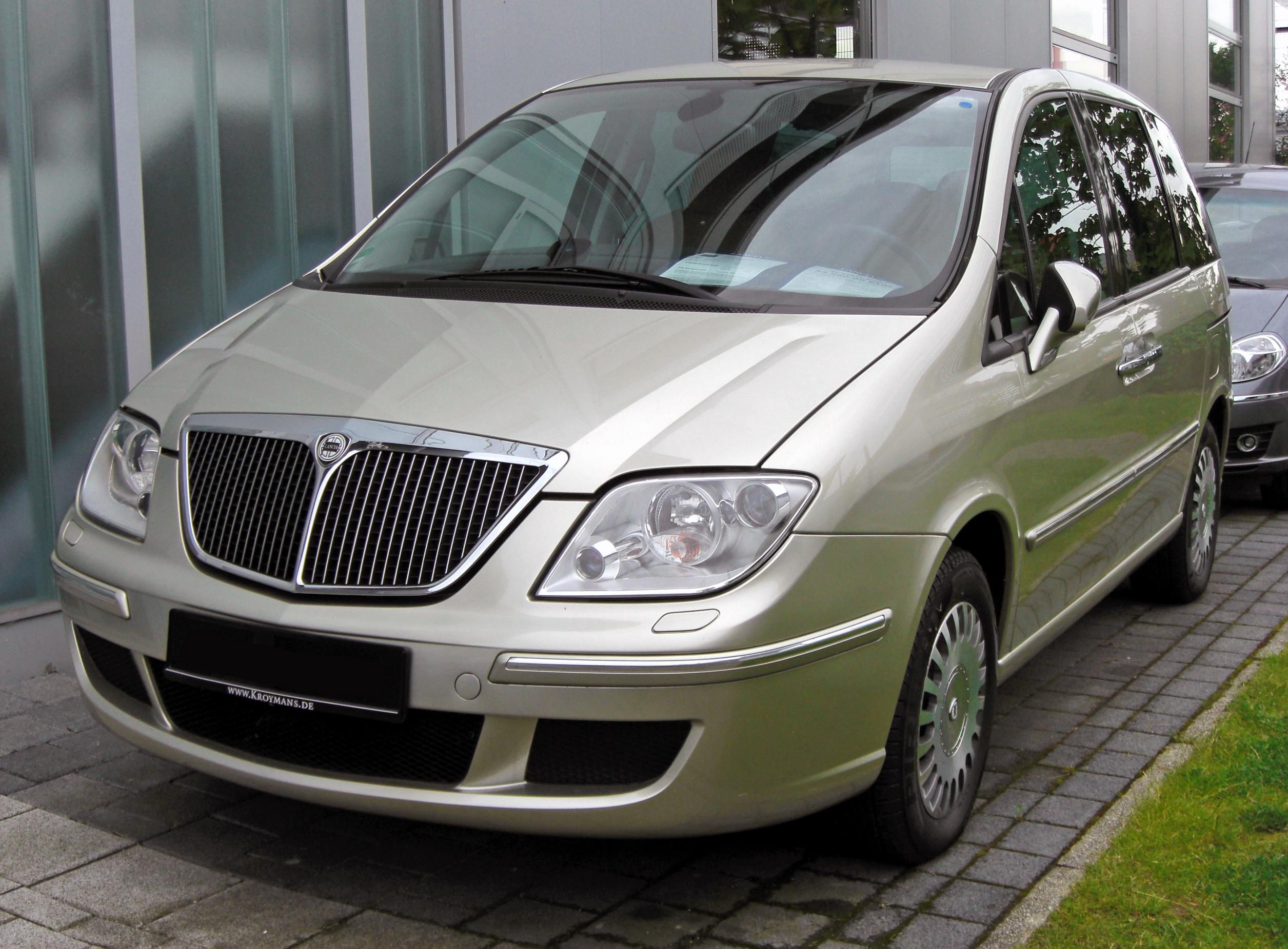
Lancia Phedra (2002–2008)
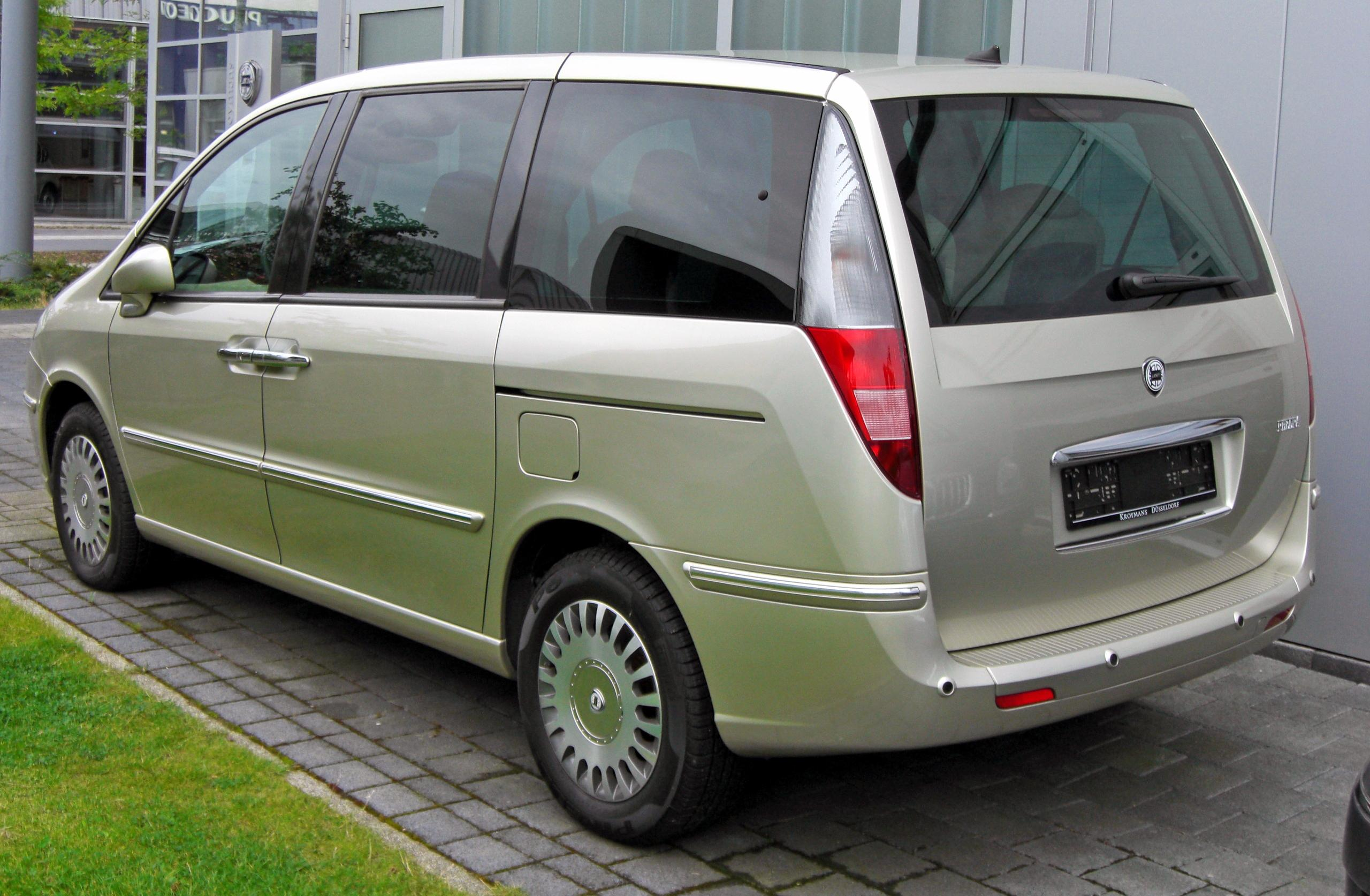
Heckansicht
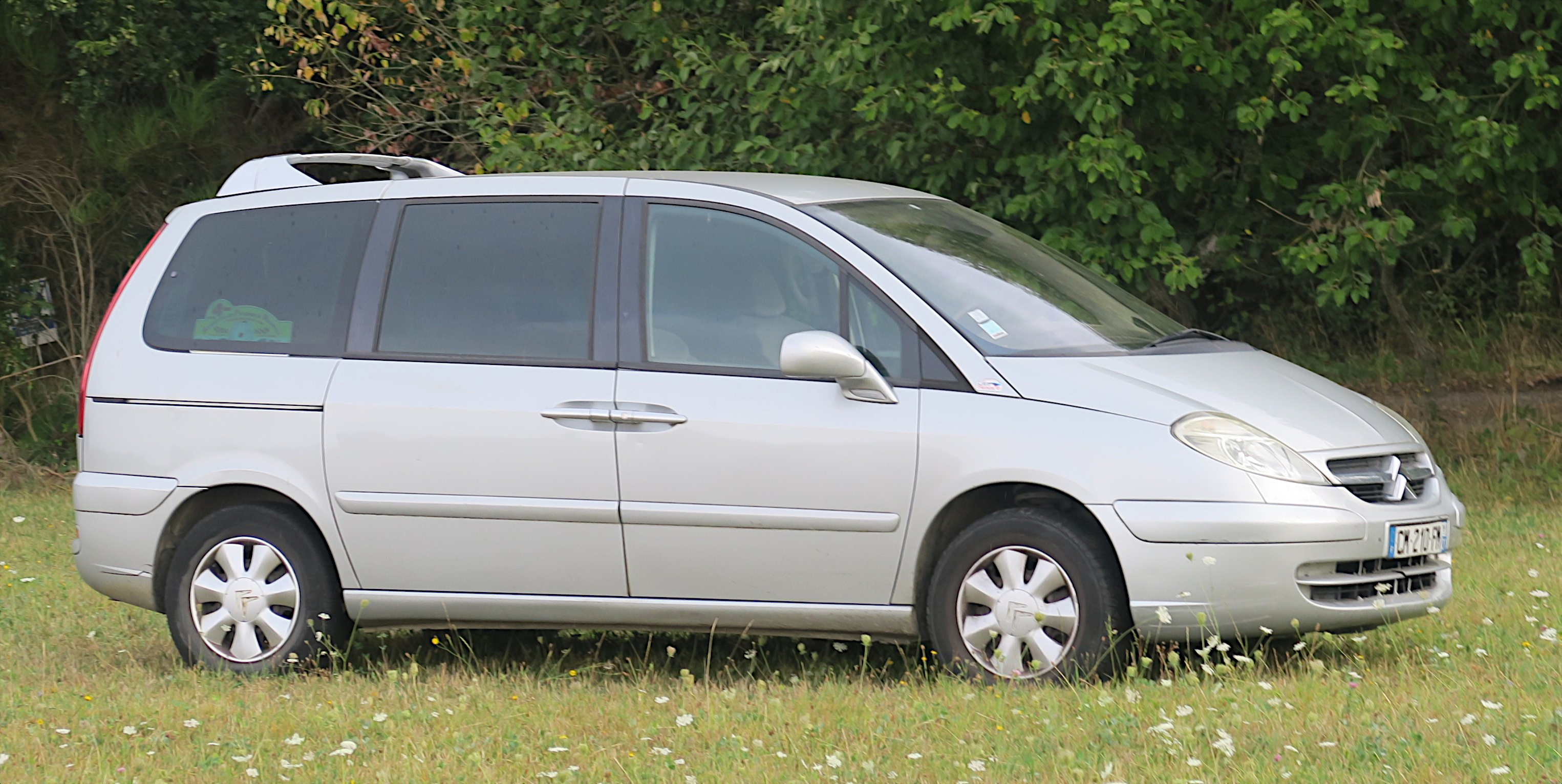
Citroën C8, Seitenansicht

Im Februar 2008 wurden alle vier Modelle einer optischen Überarbeitung unterzogen. Der Peugeot 807 sowie der Citroën C8 erhielten vergrößerte Logos sowie Chromleisten am Kühlergrill, Stoßfänger und an den Seitenschutzleisten; der Fiat Ulysse nur ein neues Logo.
Der Lancia Phedra hatte fortan einen neuen Kühlergrill mit einer geringeren Anzahl an Chromstäben, die nun deutlicher herausgestellt waren, sowie ein neues Logo und Chromeinlagen am vorderen Stoßfänger. Außerdem waren die Türgriffe nun verchromt. Allen vier Modellen gemein waren die leicht überarbeiteten Innenräume, für deren Zusammenstellung neue Polster und Dekorelemente zur Auswahl standen. Parallel zum höheren Chromeinsatz am Exterieur fanden sich nun auch im Interieur neue Chromteile.
Auf technischer Seite wurde ein 2,2-Liter-Biturbo-Dieselmotor mit einer Leistung von 170 PS eingeführt. Diese Motorisierung wurde im Herbst 2010 aus dem Programm genommen und durch einen 2,0 Liter großen Dieselmotor mit einer Leistung von 163 PS ersetzt.
Bereits ab Herbst 2009 wurde der Fiat Ulysse nur noch mit dem 2,0-16V-Dieselmotor (100 kW/136 PS) angeboten.
Die Produktion des Lancia Phedra wurde im November 2010 eingestellt. Sein Nachfolger ist der Lancia Voyager, der weitgehend baugleich mit dem Chrysler Grand Voyager ist und diesen in Europa ablöst.
Zeitgleich mit dem Ende des Phedra wurde auch der Import des Fiat Ulysse nach Deutschland eingestellt. Die vollständige Produktionseinstellung des Ulysse führte die Sevel im Juli 2011 durch. Nachfolger wurde der Fiat Freemont.

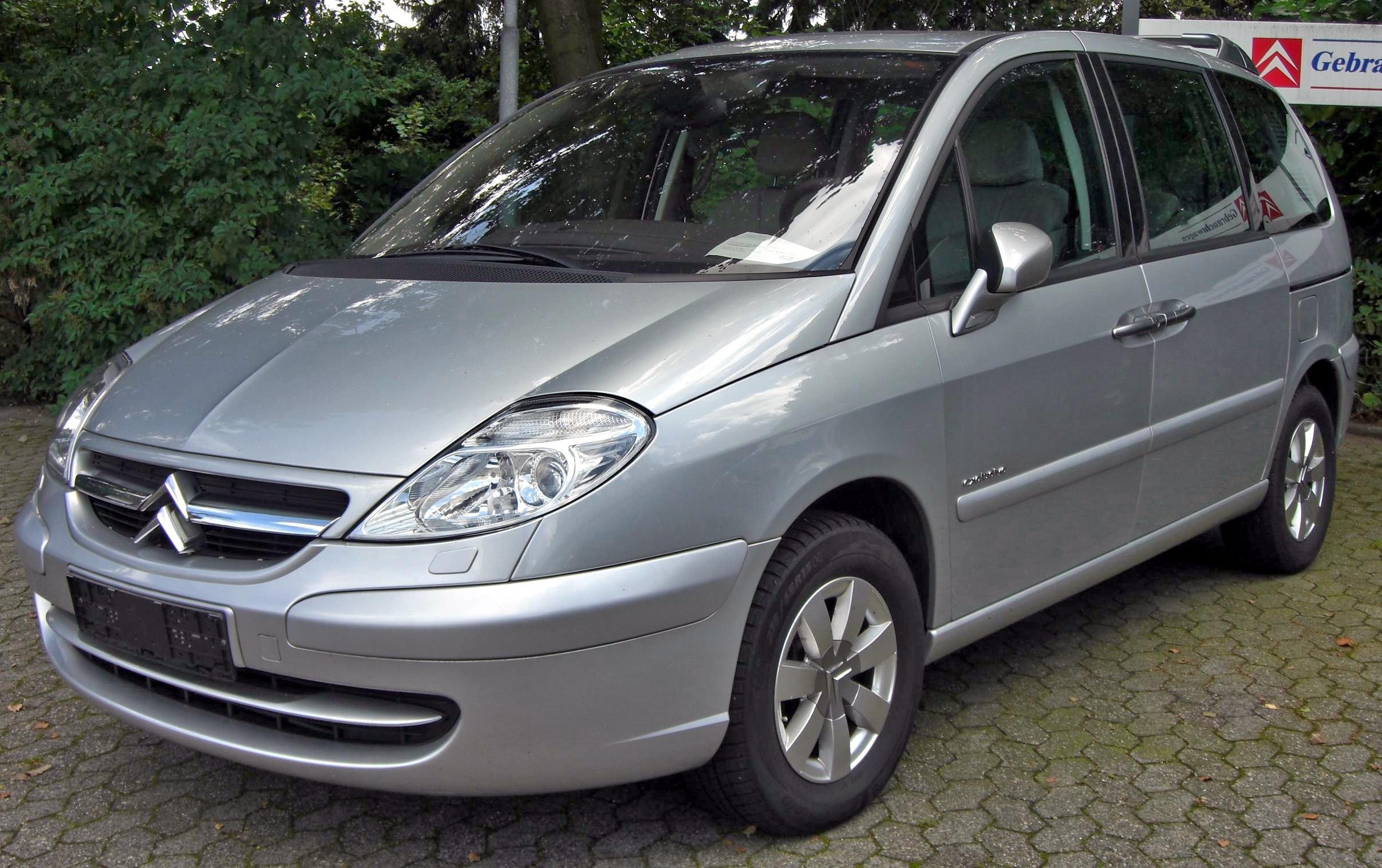
Citroën C8 (2008–2012)
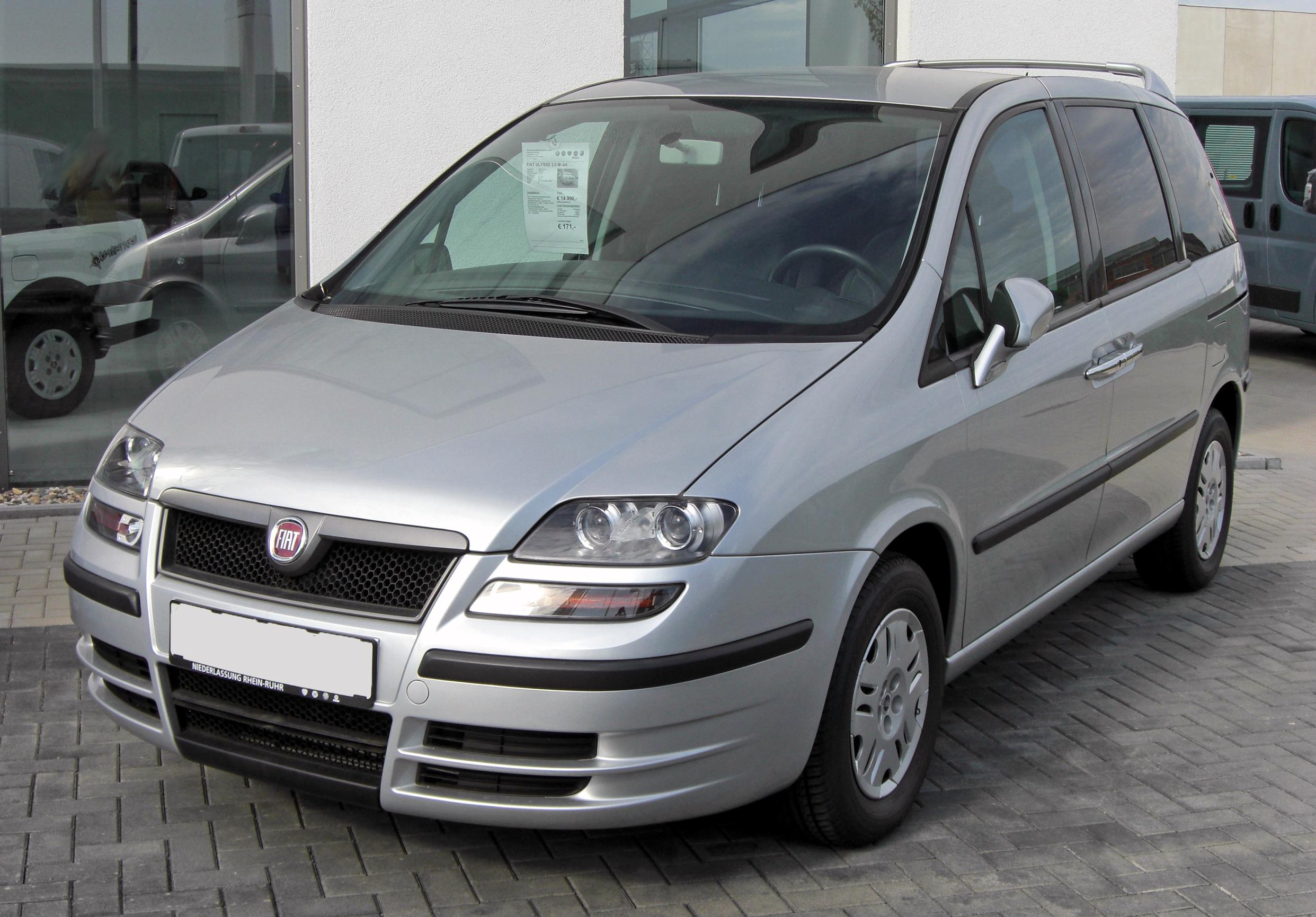
Fiat Ulysse (2008–2011)
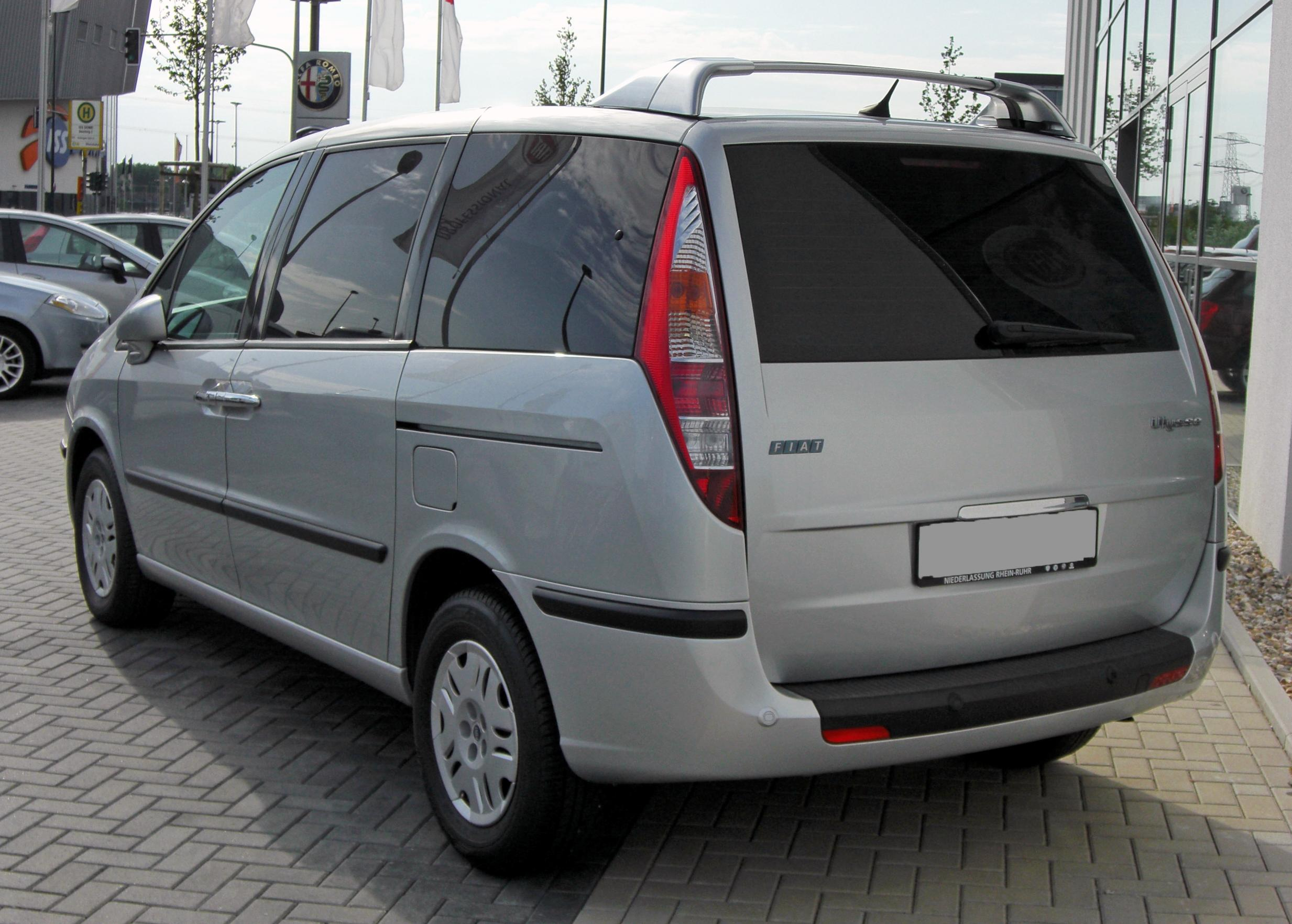
Heckansicht
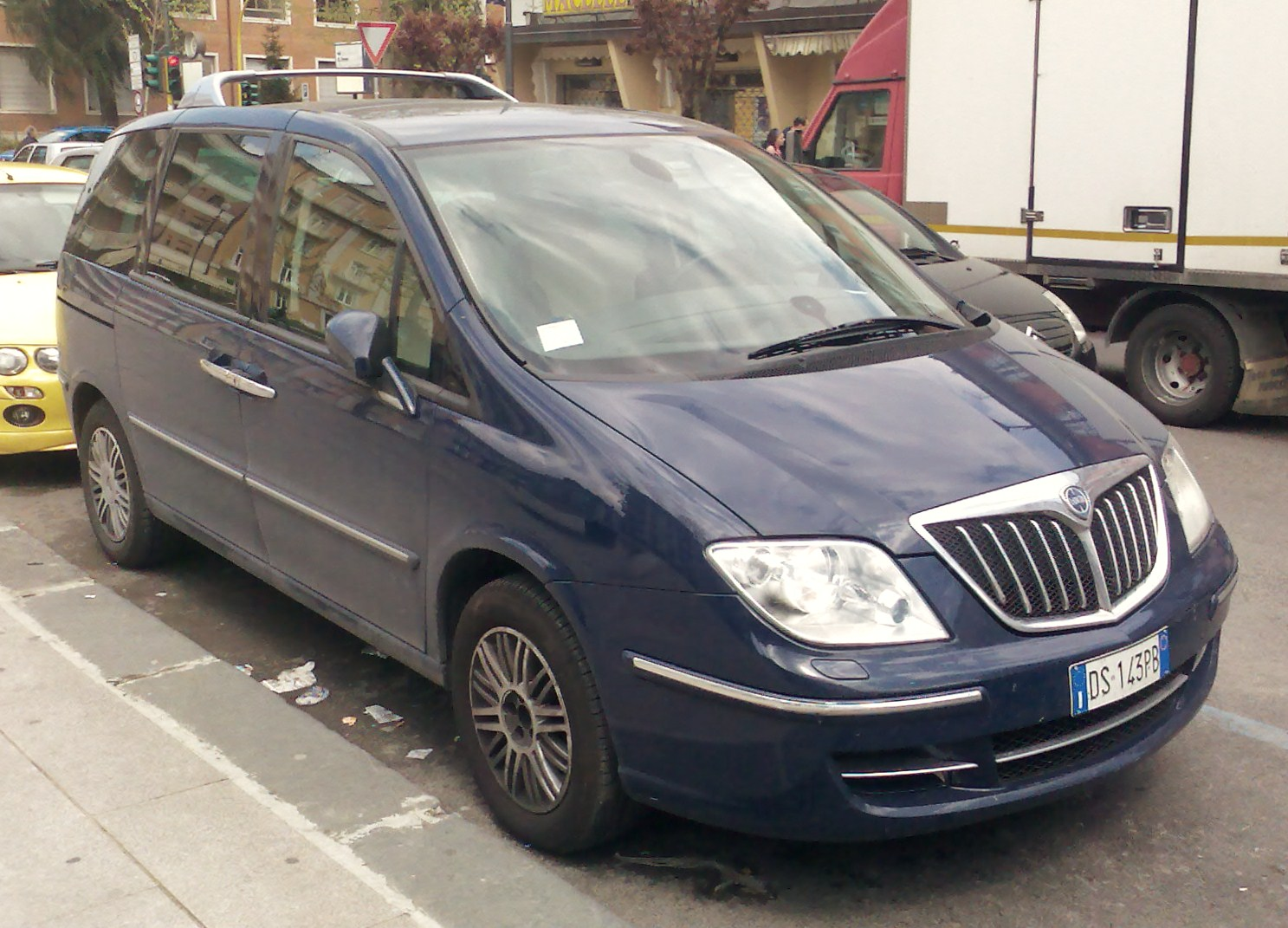
Lancia Phedra (2008–2010)
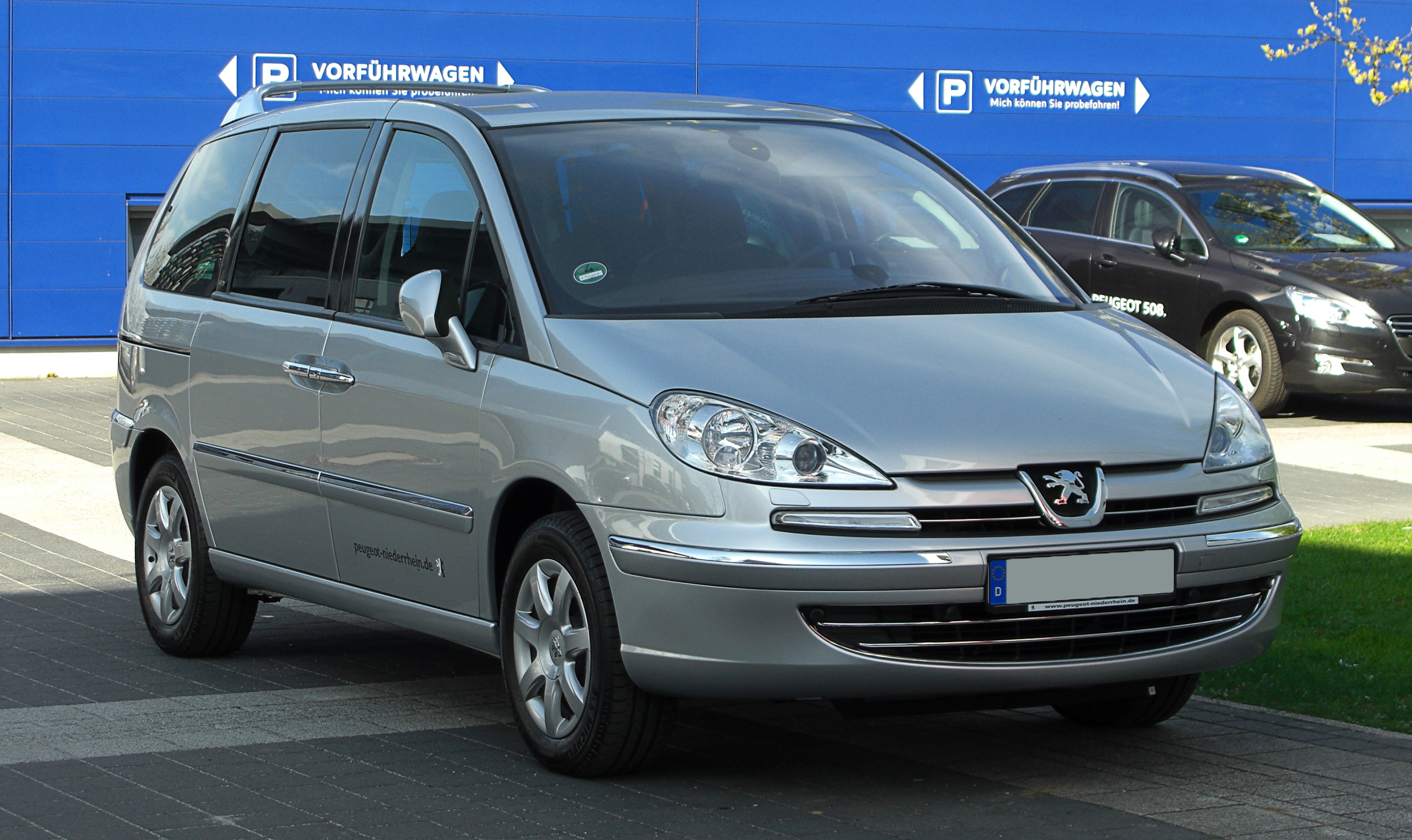
Peugeot 807 (2008–2014)

Im Sommer 2012 erhielt der Citroën C8 eine dezente Modellpflege. Charakteristische Merkmale sind das neue abgerundete Markenlogo sowie die neuen Scheinwerfer, die dunkle Einlagen haben.
Im November 2013 strich Peugeot die Variante mit Automatikgetriebe, verkaufte den 807 nur noch in einer einzigen Ausstattungslinie und bot den Van nur noch als Fünf- und Siebensitzer an, jedoch nicht mehr mit 2+3+3-Bestuhlung.
Ende Juni 2014 lief die Produktion des Peugeot 807 ersatzlos aus, die des Citroën C8 endete einen Monat später.

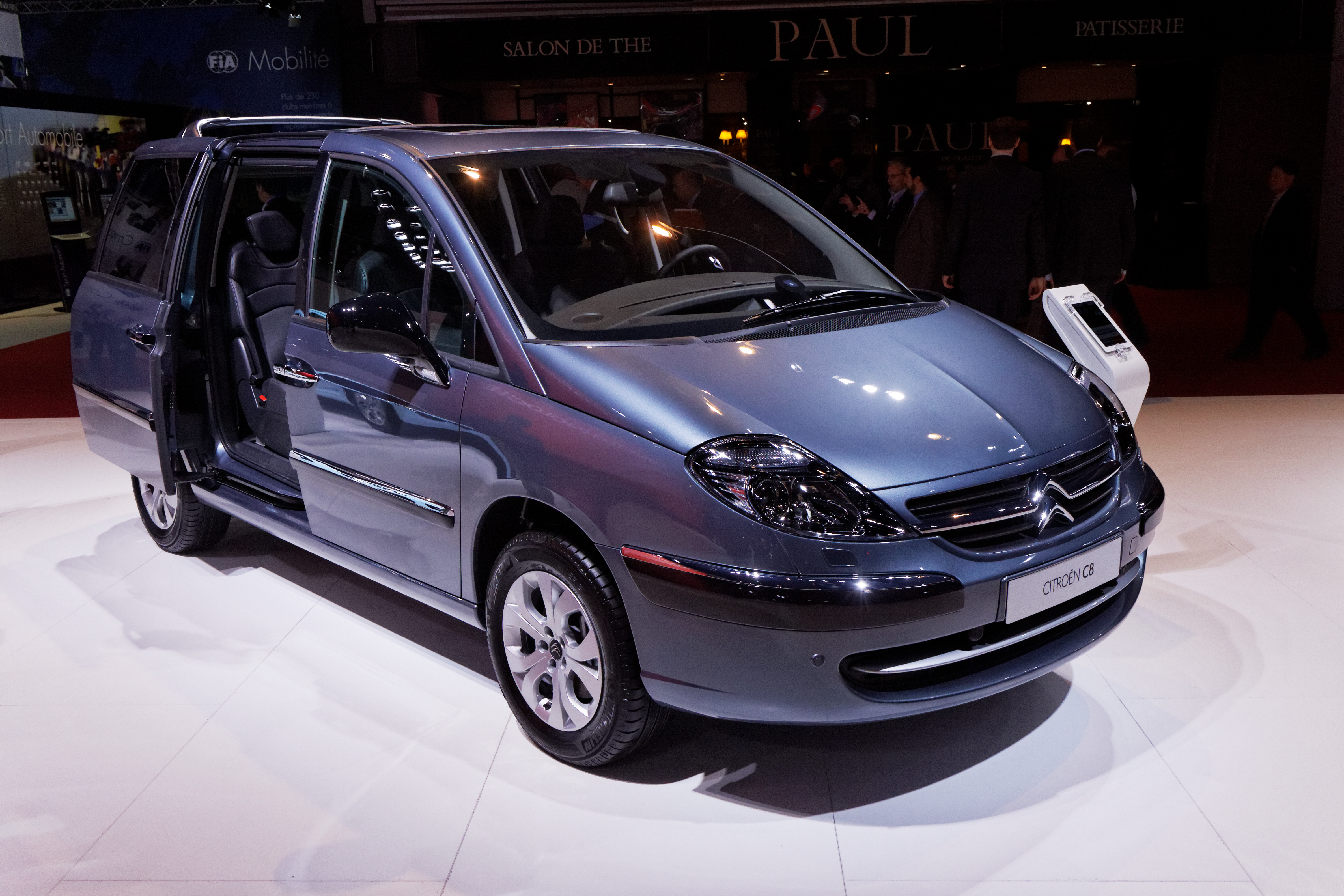
Citroën C8 (2012–2014)

### Technische Daten
|                                             | 2.0 16V                        | 2.0 16V                    | 2.2 16V               | 3.0 V6                         | 2.0 HDi/JTD FAP | 2.0 HDi/JTD FAP            | 2.0 HDi/JTD FAP                | 2.0 HDi/JTD FAP              | 2.2 HDi/JTD FAP                | 2.2 HDi/JTD FAP                |
| Bauzeitraum                                 | 2002–2005                      | 2005–2010                  | 2002–2005             | 2002–2005                      | 2002–2006 | 2006–2010                  | 2006–2014                      | 2006–2014                    | 2002–2006                      | 2007–2010                      |
| Erhältlich für (Marken)                     | Citroën, Fiat, Lancia, Peugeot | Citroën, Peugeot           | Citroën, Peugeot      | Citroën, Fiat, Lancia, Peugeot | Citroën, Fiat, Lancia, Peugeot                                                                                                 | Fiat, Lancia               | Citroën, Fiat, Lancia, Peugeot | Citroën, Peugeot             | Citroën, Fiat, Lancia, Peugeot | Citroën, Fiat, Lancia, Peugeot |
| Motorkenndaten                              |                                |                            |                       |                                | |                            |                                |                              |                                |                                |
| Motorkennung                                | EW10 J4 (RFN)                  | EW10 A (RFJ)               | EW12 J4 (3FZ)         | ES9 J4S                        | DW10 ATED4 (RHW) | DW10 BTED4 (RHK)           | DW10 BTED4 (RHR)               | DW10 C (RHH)                 | DW12 TED4 (4HW)                | DW12 BTED4 (4HT)               |
| Motortyp                                    | R4-Ottomotor                   | R4-Ottomotor               | R4-Ottomotor          | V6-Ottomotor                   | R4-Dieselmotor | R4-Dieselmotor             | R4-Dieselmotor                 | R4-Dieselmotor               | R4-Dieselmotor                 | R4-Dieselmotor                 |
| Anzahl Ventile pro Zylinder                 | 4                              | 4                          | 4                     | 4                              | 4 | 4                          | 4                              | 4                            | 4                              | 4                              |
| Ventilsteuerung                             | DOHC, Zahnriemen               | DOHC, Zahnriemen           | DOHC, Zahnriemen      | 2 × DOHC, Zahnriemen           | DOHC, Zahnriemen | DOHC, Zahnriemen           | DOHC, Zahnriemen               | DOHC, Zahnriemen             | DOHC, Zahnriemen               | DOHC, Zahnriemen               |
| Gemischaufbereitung                         | Saugrohreinspritzung           | Saugrohreinspritzung       | Saugrohreinspritzung  | Saugrohreinspritzung           | Common-Rail-Einspritzung | Common-Rail-Einspritzung   | Common-Rail-Einspritzung       | Common-Rail-Einspritzung     | Common-Rail-Einspritzung       | Common-Rail-Einspritzung       |
| Motoraufladung                              | –                              | –                          | –                     | –                              | Turbolader, Ladeluftkühler | Turbolader, Ladeluftkühler | Turbolader, Ladeluftkühler     | Turbolader, Ladeluftkühler   | Turbolader, Ladeluftkühler     | Turbolader, Ladeluftkühler     |
| Kühlung                                     | Wasserkühlung                  | Wasserkühlung              | Wasserkühlung         | Wasserkühlung                  | Wasserkühlung | Wasserkühlung              | Wasserkühlung                  | Wasserkühlung                | Wasserkühlung                  | Wasserkühlung                  |
| Bohrung × Hub                               | 85,0 mm × 88,0 mm              | 85,0 mm × 88,0 mm          | 86,0 mm × 96,0 mm     | 87,0 mm × 82,6 mm              | 85,0 mm × 88,0 mm | 85,0 mm × 88,0 mm          | 85,0 mm × 88,0 mm              | 85,0 mm × 88,0 mm            | 85,0 mm × 96,0 mm              | 85,0 mm × 96,0 mm              |
| Hubraum                                     | 1997 cm³                       | 1997 cm³                   | 2230 cm³              | 2946 cm³                       | 1997 cm³ | 1997 cm³                   | 1997 cm³                       | 1997 cm³                     | 2179 cm³                       | 2179 cm³                       |
| Verdichtungsverhältnis                      | 10,8:1                         | 10,8:1                     | 10,8:1                | 10,9:1                         | 18,0:1 | 17,6:1                     | 17,6:1                         | 17,6:1                       | 18,0:1                         | 16,6:1                         |
| max. Leistung bei 1/min                     | 100 kW (136 PS) /6000          | 103 kW (140 PS) /6000      | 116 kW (158 PS) /5650 | 150 kW (204 PS) /6000          | 80 kW (109 PS) /4000 | 88 kW (120 PS) /4000       | 100 kW (136 PS) /4000          | 120 kW (163 PS) /3750        | 94 kW (128 PS) /4000           | 125 kW (170 PS) /4000          |
| max. Drehmoment bei 1/min                   | 190 Nm /4100                   | 200 Nm /4000               | 217 Nm /3900          | 285 Nm /3750                   | 270 Nm /1750 | 300 Nm /2000               | 320 Nm /2000                   | 340 Nm /2000                 | 314 Nm /2000                   | 370 (400) Nm /1500 (1750)      |
| Abgasnorm                                   | Euro 3                         | Euro 4                     | Euro 3                | Euro 3                         | Euro 3 | Euro 4                     | Euro 4 1                       | Euro 5                       | Euro 3                         | Euro 4                         |
| Kraftübertragung                            |                                |                            |                       |                                | |                            |                                |                              |                                |                                |
| Antrieb                                     | Vorderradantrieb               | Vorderradantrieb           | Vorderradantrieb      | Vorderradantrieb               | Vorderradantrieb | Vorderradantrieb           | Vorderradantrieb               | Vorderradantrieb             | Vorderradantrieb               | Vorderradantrieb               |
| Getriebe, serienmäßig                       | 5-Gang-Schaltgetriebe          | 5-Gang-Schaltgetriebe      | 5-Gang-Schaltgetriebe | 4-Stufen-Automatik- getriebe   | 5-Gang-Schalt- getriebe | 6-Gang-Schaltgetriebe      | 6-Gang-Schaltgetriebe          | 6-Gang-Schaltgetriebe        | 5-Gang-Schalt- getriebe        | 6-Gang-Schalt- getriebe        |
| Getriebe, optional                          | 4-Stufen-Automatikgetriebe     | 4-Stufen-Automatikgetriebe | –                     | –                              | 4-Stufen-Automatikgetriebe | –                          | –                              | 6-Stufen-Automatik- getriebe | 6-Stufen-Automatikgetriebe     | 6-Stufen-Automatikgetriebe     |
| Messwerte 2                                 |                                |                            |                       |                                | |                            |                                |                              |                                |                                |
| Höchstgeschwindigkeit                       | 185 km/h (178 km/h)            | 188 km/h (184 km/h)        | 196 km/h              | (205 km/h)                     | 174 km/h | 180 km/h                   | 190 km/h                       | 203 km/h (196 km/h)          | 182 km/h                       | 200 km/h                       |
| Beschleunigung, 0–100 km/h                  | 12,2 s (14,4 s)                | 11,6 s (12,9 s)            | 11,6 s                | (11,0 s)                       | 14,6 s | 12,9 s                     | 12,0 s                         | 11,2 s (12,4 s)              | 13,6 s                         | 10,8 s                         |
| Kraftstoffverbrauch auf 100 km (kombiniert) | 9,1 l S (9,6 l S)              | 9,0 l S (9,6 l S)          | 9,7 l S               | (11,5 l S)                     | 7,2 l D | 6,9 l D                    | 5,0 l D                        | 5,0 l D (5,9 l D)            | 7,4 l D                        | 7,2 l D (8,2 l D)              |
| CO2-Emission (kombiniert)                   | 218 g/km (230 g/km)            | 213 g/km (229 g/km)        | 231 g/km              | (275 g/km)                     | 189 g/km | 182 g/km                   | 155 g/km                       | 155 g/km (189 g/km)          | 199 g/km                       | 191 g/km (218 g/km)            |
| Bemerkungen                                 |                                |                            |                       |                                | |                            |                                |                              |                                |                                |
|                                             |                                |                            |                       |                                | FAP: Filtre à particules; soweit bekannt, erfüllen alle 2,0- bzw. 2,2-Liter-HDI-Motoren mit FAP die Partikelminderungsstufe 5. |                            |                                |                              |                                |                                |